# ペドロ・デ・ブルギーリョス
ペドロ・デ・ブルギーリョス（Pedro de Burguillos）は、江戸時代初期の日本で宣教活動を行ったフランシスコ会のスペイン人修道士。
17世紀初頭に日本を訪れた。1601年（慶長6年）ジェロニモ・デ・ジェズス（ヘロニモ・デ・ヘスス）神父が徳川家康に謁見し、献上品を贈呈したという記録を残している。（『ブルギーリョスの報告書』）
江戸時代初期、フランシスコ会は徳川家康・秀忠親子の許可を得て江戸に教会と修道院を設置していた。そこに在籍していたブルギーリョスは医学を修めており、数多くの病人を治療したという。その中には当時江戸に屋敷を持っていた仙台藩主・伊達政宗の重臣の妻も含まれていた。ある時、政宗の侍女が難病に侵された。ブルギーリョスの評判を聞いていた政宗は教会に依頼し、ブルギーリョスはその侍女を快癒させた。当時の教会の責任者はルイス・ソテロであり、これによりソテロは伊達政宗との知己を得たのだという。フランシスコ会の教義に基づいて政宗の褒賞を固辞したソテロの言い分に感心した政宗はソテロとブルギーリョスを召し出して盛大にもてなし、ソテロらはパン50個・白ロウソク30丁・クローブ3斤・コショウ3斤を献上した。